# Earth3D
Earth3D es un mapa interactivo de la Tierra en 3D. Fue desarrollado como parte de una tesis universitaria de Dominique Andre Gunia en la
Universidad Técnica de Braunschweig para mostrar un globo terráqueo virtual en ordenadores. Fue desarrollado antes de que Google comprara Keyhole, Inc y convirtiese su producto en Google Earth. Earth3D descarga sus datos (imágenes de satélite y datos de altura) de un servidor mientras el usuario navega. Los datos en sí se guardan en un Quadtree. La información geográfica la obtiene de la NASA, USGS, la CIA y la ciudad de Osnabrück.
Uno de los puntos fuertes de Earth3D es poder ver fenómenos atmosféricos en tiempo cuasirreal, siendo capaz el programa de mostrar el estado actual de una borrasca, anticiclón u otro fenómeno meteorológico.
La versión original de Earth3D fue desarrollada usando el framework Trolltech's QT. Más tarde fue desarrollada una versión construida con Java y JOGL. Pero la demanda de una versión basada en Java era pequeña. Esto puede ser porque el NASA WorldWind tiene también una versión open source en Java. La mayoría de gente prefería usar un globo basado en C++ en sus aplicaciones. Esta fue la razón por la cual fue desarrollada una versión minimalista, Earth3dlib, que contiene solamente las funciones más necesarias para mostrar la Tierra y añadir sus propias visualizaciones.
Los 3 proyectos se pueden obtener del repositorio de Sourceforge's CVS (C++) o Subversion (Java).